# نازكا (حضارة)

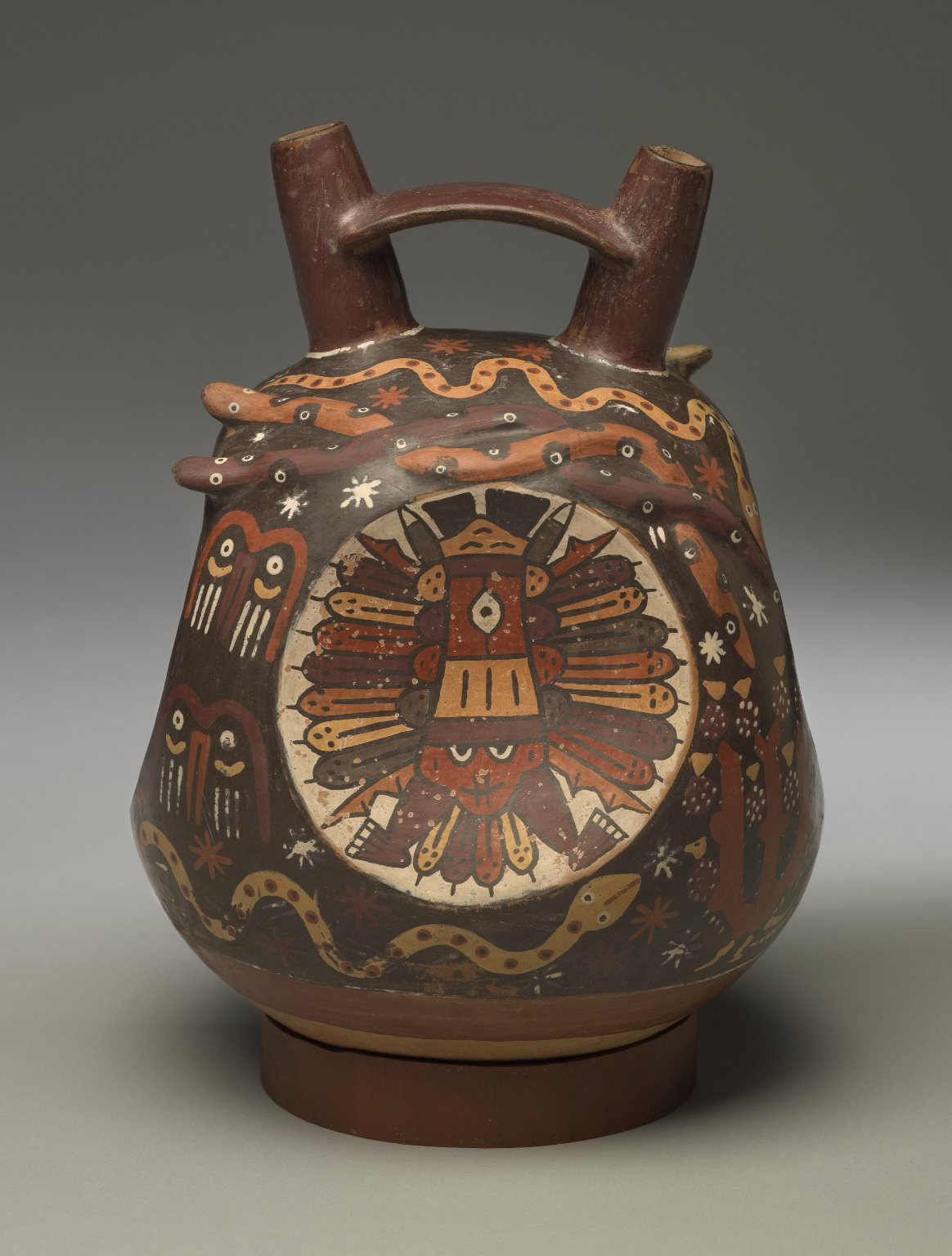
إحدى بقايا الاستخدامات الشخصية لعصر نازكا

نازكا (بالإسبانية: Cultura nazca)‏، حضارة قامت في الساحل الجنوبي في البيرو في العصر الوسيط المبكر بين أعوام 200 ق.م - 600 م وسميت على وادي نازكا ولكن آثارها توجد في وديان بيسكو وتشينتشا وإيكا وبالبا وأكاري وكانت المستوطنات صغيرة الحجم وربما يعزى إلى تأثير البيئة الجافة جدًا على نمو السكان، وهي تتميز بالفخار والملون بألوان عديدة الرسومات العملاقة على الأرض والتي تمثل لغزًا ويعتبر الفخار أساس التقسيم الزمني لحضارة النازكا فالفخار مصنوع باليد ومعقد تقنيًا وذو ألوان متدرجة أما التصاميم فهي على هيئة حيوانات وأكثر الأشكال شيوعًا الجرار الكروية المطلية باللونين الأحمر والرمادي المتصلة بعروة ذات أنطقة أفقية وتغطي معظم سطح السهل الساحلي أشكال على هيئة خطوط مستقيمة تكونت جراء رفع الأحجار السطحية لكشف الرمل الذي تحتها وبعض هذه الخطوط مستقيمة أو على هيئة مجردة وفي الإمكان معرفة تاريخ البعض منها وذلك للشبه بينها وبين الأشكال التي على الفخار مثل الحيتان القاتلة والقردة والعناكب وهي تغطي مساحات كبيرة ومن الصعوبة ملاحظتها من سطح الأرض ولا يعرف الغرض منها بيد أن ماريا رايشه استطاعت توثيقها وإثارة اهتمام واسع حولها.